# کریگ فرگوسن
کرِیگ فرگوسن (انگلیسی: Craig Ferguson؛ زاده ۱۷ مهٔ ۱۹۶۲) هنرپیشه اهل ایالات متحده آمریکا است.
از فیلم‌ها یا برنامه‌های تلویزیونی که در آن نقش داشته می‌توان به کیک-اس، سرگذشت ناگوار، داستان‌های لمونی اسنیکت، دلاور، وینی د پو، نمایش درو کری، زنجیره احمق‌ها اشاره کرد.